# Pablo Nuevo López
Pablo Nuevo López (Sevilla, 1974) és un jurista i professor universitari espanyol, que imparteix classes de Dret constitucional a la Universitat Abat Oliba des de 2003.

## Trajectòria
El juny de 1997 es llicencià en Dret a la Universitat Pontifícia de Comillas i el desembre de 2007 es doctorà en Dret a la Universidad CEU San Pablo. La seva tesi doctoral, dirigida pel professor Carlos Vidal Prado, portà per títol «Pluralisme polític i drets a l'ensenyament». La seva activitat investigadora versà en l'estudi dels drets fonamentals dins de societats plurals modernes. Al curs 2004-2005 esdevingué professor visitant a la Universitat de Notre Dame. Des del setembre de 2003 fins al setembre de 2023 va impartir docència a la Universitat Abat Oliba, com a professor adjunt i des del juliol de 2012 com a professor titular i cap del departament de Dret i Ciències polítiques de la mateixa universitat. L'any 2019 fou dessignat Secretari General de la Universitat Abat Oliba CEU, càrrec que va a exercir fins a l’any 2023. Amb data setembre de 2023 va ser dessignat Vicerrector de Professorat de la Universitat CEU Fernando III, de Sevilla. Entre 2015 i 2021 va ser secretari del centre de Barcelona de l'Associació Catòlica de Propagandistes (ACdP), i des de 2021 és membre del Consell Nacional d'aquesta associació.
El 24 de desembre de 2019, l'advocat Gonzalo Boye l'assenyalà a twitter per actuar de forma partidista en l'exercici del càrrec de membre de la Junta Electoral Provincial de Barcelona, publicant com a prova diverses captures en les quals se'l veu posicionant-se amb elogi cap al Partit Popular. Malgrat que l'exercici del càrrec requereix una rigorosa imparcialitat, i que la seva vulneració pot comportar un delicte de prevaricació, la controvèrsia se saldà amb la reacció de Nuevo esborrant els tuits polèmics i blindant el seu compte per tal que no fos visible públicament.
El conflicte entre juristes sorgí poc abans quan Nuevo fou l'únic vot dissident de l'acord pres per la Junta Electoral Provincial de rebutjar el recurs de PP, Ciutadans i Vox per tal que s'executés immediatament la pena d'inhabilitació contra el president de la Generalitat de Catalunya, Quim Torra, després de la sentència condemnatòria per desobediència del Tribunal Superior de Justícia de Catalunya, sense esperar el termini per presentar el recurs davant del Tribunal Suprem espanyol. Posteriorment, la Junta Electoral Central va revocar la decisió de la Junta Electoral Provincial, asumint els arguments de Pablo Nuevo en el seu vot dissident.